# Gottlieb Philipp Christian Kaiser
Gottlieb Philipp Christian Kaiser (* 6. Mai 1781 in Hof (Saale); † 3. Januar 1848 in Erlangen) war ein deutscher evangelischer Theologe, Geistlicher und Hochschullehrer.

## Leben
Kaiser war ein Sohn des Hofer Pfarrers Nikolaus Kaiser. Er studierte Theologie an den Universitäten von Leipzig und Erlangen. Anschließend war er als Lehrer sowie als Geistlicher in Hof und Subdiakon in Münchberg tätig. In dieser Zeit begann er seine schriftstellerische Tätigkeit. 1814 kehrte er als Diakon nach Erlangen zurück. Dort wurde er Stadtpfarrer und 1815 zum Dr. theol. promoviert sowie kurz darauf habilitiert. Es folgte die erste Lehrtätigkeit an der Universität als Privatdozent.
Kaiser wurde 1816 zunächst außerordentlicher Professor und kurze Zeit später 1817 ordentlicher Professor der Theologie an der Erlanger Universität sowie königlich bayerischer Konsistorialrat. 1822 gab er seine Tätigkeit als Geistlicher auf, um sich voll auf seine wissenschaftliche Tätigkeit konzentrieren zu können. Friedrich Wilhelm Kantzenbach stellte in seiner biographischen Skizze zur wissenschaftlichen Leistung Kaisers fest: „Sein wissenschaftlicher Ruf beruht nicht auf den zahlreichen kleineren, meist lateinisch geschriebenen Untersuchungen (...) zur Exegese, denen jeder große Zug fehlt, sondern mittelbar auf seinem 1813 erschienenen Hauptwerk Die biblische Theologie oder Judaismus und Christianismus nach der grammatisch-historischen Interpretationsmethode und nach einer freymüthigen Stellung in die kritisch vergleichende Universalgeschichte der Religionen, und die universelle Religion.“

## Publikationen (Auswahl)
Kaiser veröffentlichte eine Vielzahl an lateinischen Dissertationen. In deutscher Sprache erschienen darüber hinaus unter anderem:
- Erster Unterricht in der Geschmackslehre, Haueisen, Ansbach 1804.
- Die biblische Theologie oder Judaismus und Christianismus nach der grammatisch-historischen Interpretationsmethode und nach einer freymüthigen Stellung in die kritisch vergleichende Universalgeschichte der Religionen, und die universelle Religion, Palm, Erlangen 1813–1824.
- Entwurf eines Systems der Pastoraltheologie, Nürnberg 1816.
- Entwurf eines Systems der geistlichen Rhetorik nach ihrem ganzen Umfange, Pal, Erlangen 1816.
- Grundriß eines Systems der neutestamentlichen Hermeneutik, Palm, Erlangen 1817.
- Über die Presbyterien überhaupt und über ihre Einführung in Baiern insbesondere, Heyder, Erlangen 1822.
- Über die synoptische Zusammenstellung der vier kanonischen Evangelien, Riegler und Wiesner, Nürnberg 1828.
- Ueber die Ursprache oder über eine Behauptung Mosis, daß alle Sprachen der Welt von einer einzigen, der noachischen abstammen: mit einigen Anhängen, Palm, Erlangen 1840.